# Reliquaire en forme de boule
Le reliquaire en forme de boule du musée de la cathédrale de Hildesheim, réalisé entre 1160 et 1180, est le seul reliquaire connu ayant cette forme.

## Description
L’objet est une quasi-sphère en érable de 16,3 cm de haut avec le couvercle pour 15,1 cm de diamètre. Outre cette forme sphérique, dont aucune autre occurrence n’est connue pour un reliquaire, l’objet est également particulier de par son système de fermeture . Le couvercle dispose en effet de pattes le bloquant en place lorsqu’il est fermé afin de lui éviter de tomber, un fonctionnement inédit en Europe occidentale à l’époque de sa réalisation.
La partie supérieure du contenant est dorée et peinte de huit médaillons représentant le Christ et sept saints non identifiables, à part peut-être la Vierge pour le médaillon à la droite du Christ. La partie inférieure a un fond rouge, sur lequel ont été peintes en noir deux rangées de rosettes inscrites dans des cercles. Les espaces entre les rosettes sont occupés par des quadrilobes rehaussés de peinture bleu-vert, une large partie de celle-ci ayant toutefois disparue. Le même motif de rosettes, se retrouve sur le couvercle dont la poignée est dorée. Ce décor rappelle les émaux de Limoges ainsi que les motifs des soieries de l’époque, dont il constitue probablement une imitation.

## Historique
L’origine de l’objet est inconnue, bien que le style du décor peint indique une création entre 1160 et 1180. Un reliquaire de forme circulaire est mentionné dans l’inventaire de la cathédrale de Hildesheim en 1833, mais un doute subsiste sur la correspondance du fait que l’inventaire mentionne un décor avec douze apôtres. Ce n’est qu’à partir du milieu du XIXe siècle que l’objet est clairement identifié dans la collection de l’évêque de Hildesheim Eduard Jackob Wedekin. Il entre ensuite dans le trésor de la cathédrale de Hildesheim lorsque l’évêque fait don de sa collection au chapitre.